# Киваш, Питер
Питер Киваш (англ. Peter Keevash; род. 30 ноября 1978, Брайтон Великобритания) — британский математик, работающий над изучением разделов комбинаторики. Работает преподавателем в Оксфордском университете.

## Биография
Питер Киваш родился в Брайтоне Великобритания, но всё своё детство он провел в Лидсе. В 1995 году Киваш участвовал в Международной математической олимпиаде. Под руководством Бенни Судакова получил PhD в Принстонском университете. До своего переезда в Оксфорд, он работал в Лондонском университете королевы Марии с 2013 года. В 2018 году докладчик на Международном конгрессе математиков в Рио-де-Жанейро.

## Научная работа
Киваш работает в области комбинаторики, в частности, для экстремальных графов и гиперграфов, а также для теории Рамсея. Совместно с Томом Бонамом он установил нижнюю границу для недиагональных чисел Рамсея — {\displaystyle R(3,k)}, а именно:
{\displaystyle R(3,k)\geq \left({\frac {1}{4}}-o(1)\right)k^{2}/\log k.}
Эта формула независимо была получена Физом Понтивером, Гриффитсом и Моррисом).
15 января 2014 года Питер опубликовал препринт, в котором устанавливается существование блок-схем с произвольными параметрами, при условии, что базовый набор достаточно высок и удовлетворяет некоторым очевидным условиям делимости. В частности, его работа даёт первые примеры системы Штейнера {\displaystyle t(6)} (и, фактически, даёт такие системы для всех {\displaystyle t}).

## Награды
- Европейская премия по комбинаторике (2009)[9].
- Премия Уайтхеда (2015).

## Некоторые публикации
- Боман. Т: Ранняя эволюция Н-свободного процесса. Издания Mathematicae 181 (2010), 291—336.
- Майкрофтом. Р: Геометрическая теория — сопоставления гиперграфов, Mem. AMS 233 (2014).
- Существующие системы: arxiv.org/abs/1401.3665 Архивная копия от 22 декабря 2017 на Wayback Machine.
- Кларрэйх, Э (9 июня 2015): // A Design Dilemma Solved, Minus Desiqnc, Архивная копия от 8 ноября 2016 на Wayback Machine.
- WT Giwers: // Вероятная комбинаторика, и недавняя работа Питера Киваша. Бюллетень AWS 2016 Архивная копия от 15 октября 2016 на Wayback Machine.